# Vạn Tùng Hành Tú
Vạn Tùng Hành Tú (tiếng Trung: 萬松行秀, tiếng Nhật: Banshō Gyōshū, 1166-1246), còn gọi là Vạn Tùng Lão Nhân, là Thiền sư Trung Quốc, thuộc đời thứ 14 của tông Tào Động. Sư là một trong những vị Thiền sư có ảnh hưởng nhất trong Tông Tào Động và Thiền tông Trung Quốc vào cuối nhà Tống và đầu nhà Nguyên. Sư là tác giả của tập Thong dong lục nổi tiếng, mà trong đó sư đưa ra kệ tụng, lời bình về 100 tắc công án do Thiền sư Hoằng Trí Chính Giác sưu tập. Tác phẩm này cùng với Bích nham lục được xưng là “Thiền môn song bích”.
Sư là đệ tử đắc pháp của Thiền sư Tuyết Nham Như Mãn và có nhiều môn đệ xuất chúng như Tuyết Đình Phúc Dụ, Hoa Nghiêm Chí Ôn, Lâm Tuyền Tùng Lâm và Nghĩa Giới.

## Cơ duyên ngộ đạo
Sư họ Thái, quê ở vùng Giải Lương, huyện Hà Nội, tỉnh Hà Nam. Từ nhỏ sư đã có cốt cách phi phàm, sớm có chí xuất gia. Sau sư đến xuất gia với Đại sư Bân Công ở Tịnh Độ tự vùng Hình Châu, tỉnh Hà Nam.
Ban đầu sư đến tham vấn với Thiền sư Thắng Mặc, Thắng Mặc dạy sư: "Hãy tham câu "Quay lại chính mình" của Trường Sa!" Sư bèn tham cứu nhưng không ngộ. Thắng Mặc bảo: "Ta chỉ mong ông lĩnh hội chậm!" Sư nghe câu này bèn có chút tỉnh ngộ. Sau sư từ giã Thiền sư Thắng Mặc đến tham vấn với Thiền sư Huyền Sa nhưng cũng chưa được triệt ngộ.
Cuối cùng sư đến tham học với Thiền sư Tuyết Nham Huệ Mãn ở chùa Đại Minh, vùng Từ Châu, tỉnh Hà Bắc. Một hôm sư thấy con gà bay lên liền đại triệt đại ngộ. Thiền sư Huệ Mãn ấn khả, truyền y cà sa và phó chúc cho sư nối pháp Tào Động Chính Tông. Từ đó, dân chúng ở vùng Lưỡng Hà, Tàm Tấn đều biết đến và ngưỡng mộ danh tiếng, đạo hạnh của sư.

## Hoằng pháp

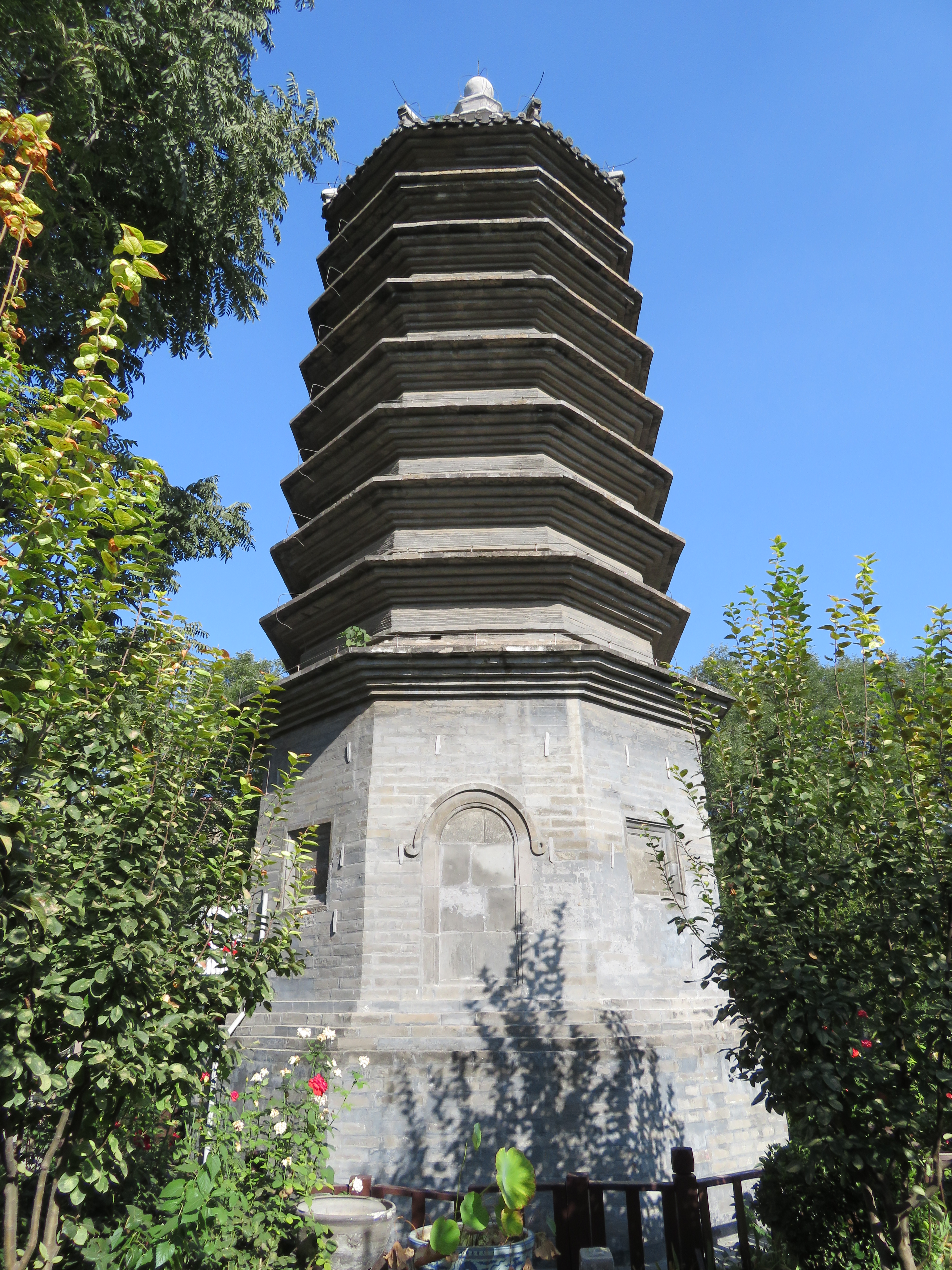
Tháp thờ xá lợi của Thiền sư Vạn Tùng ở Bắc Kinh hiện nay.

Đầu tiên sư đến trụ trì tại Tịnh Độ, cất am Vạn Tùng Niên (nghĩa là mười nghìn cây thông) và cư trú tại đây. Vào năm Quý Sửu (1193), vua Chương Tông nhà Kim cung thỉnh sư vào cung và đích thân hỏi sư về Phật pháp. Vì ngưỡng mộ đức hạnh và ấn tượng với các câu trả lời của sư nên vua ban cho sư một chiếc cà sa gấm. Đến năm Đinh Tỵ (1197), sư được vua ban chiếu dời đến trụ trì ở Thê Ẩn tự, Ngưỡng Sơn và Báo Ân Hồng Tế tự ở phủ Thuận Thiên. Năm 1215, kinh đô nhà Kim bị quân Mông Cổ cướp phá, vua Kim cho dời Kinh đô đến phủ Khai Phong. Sư vẫn ở lại trụ trì tại Bảo Ân tự phía ngoài kinh thành nhà Kim.
Năm 1223, chính khách Mông Cổ là Gia Luật Sở Tài (Yelü Chucai) đến gặp sư để tham hỏi Phật pháp. Sau đó, ông trở thành đệ tử tại gia của sư và thường xuyên đến trao đổi với sư về chính sự và học Thiền. Sau ba năm tham Thiền, ông đại ngộ và được sư ấn khả.
Sư từng sáng tác Thong Dong Lục (zh. 從容錄) là bản niêm tụng cổ gồm 100 công án của Thiền sư Thiên Đồng và trình tấu lên vua Ninh Tông nhà Tống. Bên cạnh đó, sư cũng nghiên cứu tinh tường các kinh điển, thông thạo cả nội điển và ngoại điển, đã ba lần xem đại tạng và soạn nhiều pháp lục lưu hành ở đời.
Vào ngày mồng 7 tháng 4 năm đầu nhuận niên hiệu Định Tông (zh. 定宗) 1246, sư nói kệ rồi thị tịch, hưởng thọ 81 tuổi đời và 60 hạ lạp. Môn đệ trà tỳ nhục thân sư, thu được nhiều xá lợi và xây tháp phụng thờ các nơi, trong đó ngọn tháp Vạn Tùng Lão Nhân ở Bắc Kinh đến nay vẫn còn.